# Andreas Blomqvist (cầu thủ bóng đá)
Andreas Blomqvist (sinh ngày 5 tháng 5 năm 1992) là một cầu thủ bóng đá người Thụy Điển thi đấu cho the bóng đá Thụy Điển club IFK Norrköping ở vị trí tiền vệ.